# 康諾·豪里哈恩
康諾·豪里哈恩（英語：Conor Hourihane；1991年2月2日—）是一位愛爾蘭足球運動員。在場上的位置是中場。現效力於英甲球隊巴恩斯利臨時領隊。
2021年1月20日，豪里哈恩被借至史雲斯直至2020/21球季完結。

## 榮譽
巴恩斯利
- 英格蘭足球聯賽錦標賽: 2015–16[6]
- 英格蘭足球甲級聯賽升級附加賽: [2016[7]

阿士東維拉
- 英格蘭足球冠軍聯賽升級附加賽: 2019[8]
- 英格蘭足球聯賽盃亞軍: 2019–20[9]

個人
- 英格蘭足球甲級聯賽月度最佳球員: 2014年8月[10]
- 巴恩斯利年度最佳球員: 2014–15[11]
- 英格蘭足球冠軍聯賽月度最佳球員: 2016年9月[12]

## 外部連結
- Soccerway資料庫：康諾·豪里哈恩
- 足球数据库：康諾·豪里哈恩的球员统计数据